# دانشگاه آموزشی ملی آبای قزاقستان
دانشگاه آموزشی ملی آبای قزاقستان (به قزاقی: Abai Kazakh National Pedagogical University) یک دانشگاه در قزاقستان است که در آلماتی واقع شده‌است.